# Qualificazioni alla Slovenska liga 1946
Questa voce raccoglie un approfondimento sulle gare dei turni eliminatori della Slovenska republiška liga 1946, torneo che qualificava una squadra alla Prva Liga 1946-1947, la prima edizione del campionato jugoslavo di calcio dopo la seconda guerra mondiale.

## Prima fase
Il 14 aprile 1946, l'Associazione atletica slovena prese la decisione sul modo di formare il campionato repubblicano, attraverso le qualificazioni a cui parteciparono dieci club: tre ciascuno da Lubiana e Maribor e due ciascuno dai distretti di Celje e montano. Il sorteggio è stato condotto, i campioni del distretto non hanno potuto incontrarsi tra loro.

### Lubiana città
Questo girone si concluse in 1º maggio 1946.
|  | Pos. | Squadra            | Pt | G | V | N | P | GF | GS | QR    |                          |
|  | ---- | ------------------ | -- | - | - | - | - | -- | -- | ----- | ------------------------ |
|  | 1.   | Železničar Lubiana | 15 | 8 | 7 | 1 | 0 | 45 | 11 | 4,091 | Ammesso al secondo turno |
|  | 2.   | Svoboda            | 9  | 8 | 3 | 3 | 2 | 23 | 15 | 1,533 | Ammesso al secondo turno |
|  | 3.   | Borec Lubiana      | 8  | 8 | 3 | 2 | 2 | 21 | 14 | 1,500 | Ammesso al secondo turno |
|  | 4.   | Krim Lubiana       | 8  | 8 | 4 | 0 | 4 | 27 | 23 | 1,174 |                          |
|  | 5.   | Edinost Vič        | 0  | 8 | 0 | 0 | 8 | 6  | 59 | 0,102 |                          |

### Distretto montano
|  | Pos. | Squadra            | Pt | G | V | N | P | GF | GS | QR |                          |
|  | ---- | ------------------ | -- | - | - | - | - | -- | -- | -- | ------------------------ |
|  | 1.   | Storžič Kranj      |    |   |   |   |   |    |    |    | Ammesso al secondo turno |
|  | 2.   | Gregorčič Jesenice |    |   |   |   |   |    |    |    | Ammesso al secondo turno |
|  | 3.   | Tržič              |    |   |   |   |   |    |    |    |                          |
|  | 4.   | Škofja Loka        |    |   |   |   |   |    |    |    |                          |

### Distretto di Celje
|  | Pos. | Squadra        | Pt | G | V | N | P | GF | GS | QR    |                          |
|  | ---- | -------------- | -- | - | - | - | - | -- | -- | ----- | ------------------------ |
|  | 1.   | Rudar Trbovlje | 11 | 6 | 5 | 1 | 0 | 22 | 4  | 5,500 | Ammesso al secondo turno |
|  | 2.   | Olimp Celje    | 9  | 6 | 4 | 1 | 1 | 25 | 6  | 4,167 | Ammesso al secondo turno |
|  | 3.   | Celje          | 4  | 6 | 2 | 0 | 4 | 12 | 24 | 0,500 |                          |
|  | 4.   | Zagorje        | 0  | 6 | 0 | 0 | 6 | 8  | 33 | 0,242 |                          |

### Distretto di Maribor
|  | Pos. | Squadra            | Pt | G | V | N | P | GF | GS | QR    |                          |
|  | ---- | ------------------ | -- | - | - | - | - | -- | -- | ----- | ------------------------ |
|  | 1.   | FD Maribor         | 7  | 4 | 3 | 1 | 0 | 15 | 4  | 3,750 | Ammesso al secondo turno |
|  | 2.   | Lendava            | 7  | 4 | 3 | 1 | 0 | 7  | 2  | 3,500 | Ammesso al secondo turno |
|  | 3.   | Železničar Maribor | 4  | 4 | 2 | 0 | 2 | 8  | 7  | 1,143 | Ammesso al secondo turno |
|  | 4.   | Murska Sobota      | 2  | 4 | 1 | 0 | 3 | 8  | 6  | 1,333 |                          |
|  | 5.   | Ptuj               | 0  | 4 | 0 | 0 | 4 | 2  | 21 | 0,095 |                          |

## Secondo turno
Le vincitrici dei 5 abbinamenti passano alla Slovenska republiška liga 1946.
| Squadra 1          | Totale | Squadra 2          | Andata | Ritorno |
| ------------------ | ------ | ------------------ | ------ | ------- |
| Rudar Trbovlje     | 4 – 1  | Borec Lubiana      | 3 – 1  | 1 – 0   |
| Svoboda            | 2 – 3  | Železničar Maribor | 2 – 0  | 0 – 3   |
| Železničar Lubiana | 4 – 1  | Gregorčič Jesenice | 3 – 1  | 1 – 0   |
| Olimp Celje        | 7 – 2  | FD Maribor         | 4 – 2  | 3 – 0   |
| Storžič Kranj      | 0 – 2  | Lendava            | 0 – 1  | 0 – 1   |